# 검은사자타마린
검은사자타마린 (Leontopithecus chrysopygus)은 브라질 상파울루주의 모로 도 디아보 주립공원에서만 발견되는 사자타마린의 일종이다. 금빛궁둥이사자타마린으로도 알려져 있다. 제한된 지역의 2차림과 1차림에서만 서식한다.
처음 이 종을 기른 동물원은 저지 동물원으로, 현재 유럽의 다른 동물원에 있는 검은사자타마린은 여기서 태어난 새끼들이 보내진 것이다. 브롱스 동물원 또한 이 종을 보유하고 있다.